# みらい長崎ココウォーク
みらい長崎ココウォーク（みらいながさきココウォーク）は、長崎市茂里町にあるバスターミナルを併設した複合商業施設。

## 概要
2006年（平成18年）8月末まで営業していた長崎自動車（長崎バス）茂里町営業所の跡地に建設され、2008年（平成20年）10月1日にグランドオープンした。建物は地下1階地上8階建てであり、運営は長崎自動車の子会社であるみらい長崎が行っている。
当施設の建設計画は2006年（平成18年）3月に発表され、当初は2008年（平成20年）春頃の開業を予定していたが、旧茂里町営業所の基礎工事の除去作業により工期を見直すことになり、当初の予定より半年遅れてオープンした。
施設名称は建設着工後の2007年（平成19年）4月に公募が行われ、「みらい長崎ココウォーク」に決定した。「ココ」は、コミュニティー（地域）とコミュニケーション（交流）を意味している。
商業施設には一部を車椅子対応とした大型の観覧車やフードコート、アミューズメント施設、25mプールを併設したスポーツジム（スポーツクラブルネサンス）、シネマコンプレックス（東宝系）などアミューズメント色の強いテナントを揃えている。
バスターミナルとしては、主に長崎バスの南部・東部向け路線バス、高速バスが発着する拠点として運営されている。

## 沿革
- 1970年代 - 茂里町営業所敷地の開発が計画される[6]。
- 1990年（平成2年） - 茂里町にあった整備工場の老朽化と茂里町の将来的な敷地開発計画に伴い、小瀬戸町へ整備工場を移転[7]。
- 1998年（平成10年）11月10日 ｰ マイカルが出店断念を発表。
- 2006年（平成18年）
  - 3月15日 - 茂里町営業所開発計画を発表[6]。
  - 8月31日 - 茂里町営業所廃止[8]。
- 2008年（平成20年）
  - 9月22日 - 長崎バスのダイヤ改正とともに1階のココウォークバスターミナル運用が開始[9]。高速バスを含む各路線の乗り入れが始まる。また、1階の一部テナントがオープン。
  - 10月1日 - グランドオープン[3]。
- 2011年（平成23年）4月12日 - 角川マーケティングと提携し、フリーペーパー『ココウォーカー』を創刊（年2回発行）[10]。
- 2018年（平成30年）7月20日 ‐ 1000坪のリビングルームをテーマとして新たに改装、リニューアルオープンした[11]。
- 2024年（令和6年）6月6日 - 3階フロア北側に浜屋百貨店のセレクトショップ「浜屋ココウォークプラザ」がオープン[12]。

## 主な入居テナント
詳細な一覧と店舗の所在する場所は公式サイトのフロアガイドで確認できる。

### 1F（バスセンターフロア）
降車ターミナル側
- マツモトキヨシ
- カメラのキタムラ（Apple社製品修理サービス正規店を併設）
- 宝くじチャンスセンター
- ATM（ゆうちょ銀行・十八親和銀行・長崎銀行など）

乗車ターミナル側
- アフラックサービスショップ
- セブンイレブン
- 西松屋
- セイハ英語学院
- そろばん教室 88くん

※1階はバスの出口が建物中央部にあり、フロアが2つに分断されている。2つのエリアは上階を経由するか、歩道から回り込んで行き来する形となる。

### 2F（ファッションフロア）
- レッドキャベツ
- ミスタードーナツ
- スターバックス

### 3F（ファッションフロア）
- 浜屋ココウォークプラザ
- ヴィレッジヴァンガード
- ABCマート
- ドコモショップ
- auショップ
- Zoff
- すき家
- 築地銀だこ
- マクドナルド
- 丸亀製麺
- リンガーハット

### 4F（グルメフロア）
- スポーツクラブルネサンス
- いきなりステーキ
- ポポラマーマ
- 濵かつ
- 大戸屋ごはん処

### 5F（エンターテインメントフロア）
- TSUTAYA BOOKSTORE
  - 5Fの広範囲を占めており、「本屋」ではなく、ドトールコーヒーを併設した「ブック&カフェ」という仕様になっている。
- GiGO
- セリア
- 観覧車乗り場
  - 観覧車は直径45m、最頂部の高さは地上70m。ゴンドラは長崎名産のビワをモチーフとした色・形をしている。32基あり、うち2基は車椅子で乗り込める構造になっている[13]。また、観覧車に関してはかつて長崎自動車が運営していた長崎遊園地の届けたものを復活させるというコンセプトに基づき設置されている[14]。

### 6F・7F（シネマフロア）

#### TOHOシネマズ長崎
1,936席（車いす席含む）からなるシネマコンプレックス。3D上映に対応する。ロビー内にはかつて存在していた東宝系の映画館「長崎ステラ座」（2008年8月31日閉館）の館内にあったステンドグラスが飾られている。オープン当日の2008年10月1日は『容疑者Xの献身』が先行上映され、福山雅治（長崎市出身）と柴咲コウがすべてのスクリーンで舞台挨拶を行い、その際に製作した二人の手型が飾られた。
| No. | 座席数 | 車椅子 | サイズ(m) | サイズ(m) | 備考 |
| No. | 座席数 | 車椅子 | 縦        | 横        | 備考 |
| --- | ------ | ------ | --------- | --------- | ---- |
| 1   | 238    | 2      | 4.30      | 10.10     |      |
| 2   | 347    | 2      | 6.25      | 15.45     |      |
| 3   | 208    | 2      | 4.10      | 9.55      |      |
| 4   | 292    | 2      | 4.95      | 11.85     |      |
| 5   | 238    | 2      | 4.55      | 10.70     |      |
| 6   | 191    | 2      | 4.35      | 10.40     |      |
| 7   | 100    | 2      | 3.65      | 8.70      |      |
| 8   | 152    | 2      | 3.60      | 8.40      |      |
| 9   | 152    | 2      | 3.65      | 8.50      |      |

### 8F（ガーデンフロア）
- ココビアウミノ（夏期のみ営業）

## ハウスカード
以下のハウスカードを利用するとココウォーク内にある一部施設の利用で特典が付く。いずれもオリエントコーポレーションが長崎自動車と提携し発行するクレジットカードで、IC乗車カード機能が付いている。詳細は当該カード記事を参照。
- ココカラーカード[17]
- エヌタスTカード[18]

なお、エヌタスTカードでのココウォーク特典はクレジット機能付カードのみが対象である。

## バス路線

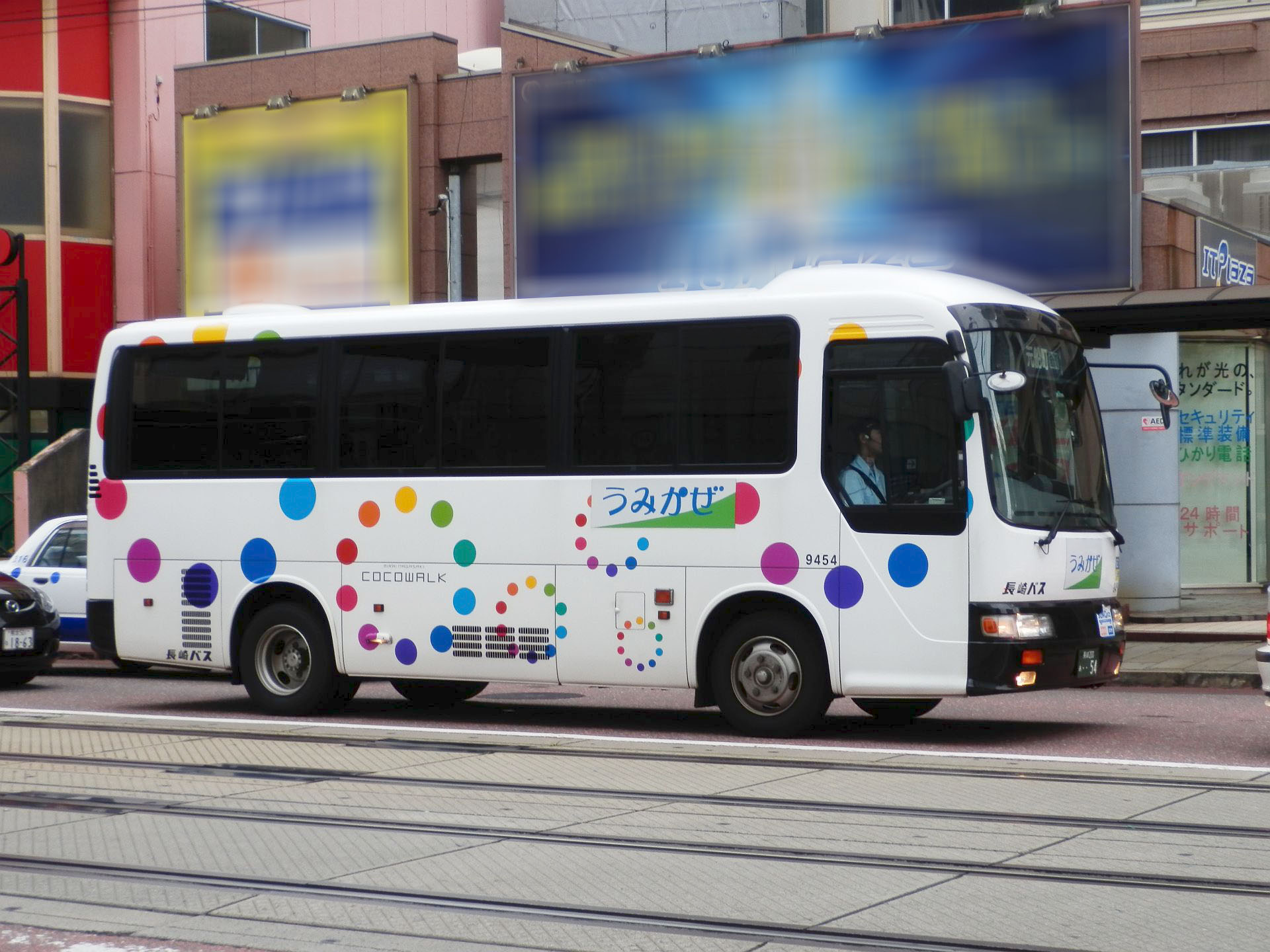
ココウォークカラーの長崎バス車両（撮影場所:新地中華街 -ミニバス- -うみかぜ- 行き先-元船町-※現在は夢彩都）

### ターミナル発着路線
ココウォークバスターミナルはバス車庫機能を兼ね備えたターミナルで、建物の北側に降車ターミナル、南側に乗車ターミナルがある。乗車ターミナルには4つのホーム、降車ターミナルには2つのホームがあり、ガラス張りの自動ドアで仕切られている。自動ドアはバスがホームに停車中のときのみ乗客の接近に反応して開閉する。乗車ターミナルの各ホームにはプラズマディスプレイによる発車案内が設置されており、先発と次発のバスの時刻と行先が表示される。また、乗車ターミナルの定期券売り場と旅行センターとの間には、長崎空港行きバスの自動券売機が1台とエヌタスTカードの自動積み増し機と定期券更新機が1台ずつ設置されている。乗車ターミナルでは長崎新地ターミナル（※新地中華街）と同じく、発車案内の自動放送が流れる。
なお、バスターミナル内でエヌタスTカードの積み増しや履歴照会可能。
- 一般路線バス（南部・東部方面からココウォーク茂里町に到着するバスはすべて100番の系統番号が振られていた。現在は出島経由は7番、それ以外は無番である。）
  - 南部方面
    - （30番系統）小ヶ倉・毛井首線、深堀・香焼・伊王島線、平山台団地線、晴海台団地線、川原線
    - （35番系統）晴海台団地線、川原線、野母崎・樺島線（栄上（三和地域センター内）経由）
    - （40番系統）柳営業所入口線
    - （系統番号なし）上戸町線（大浦方面・八景町経由）
    - （ミニバス）二本松団地線 (うみかぜ)（駅西口・夢彩都・国分町・二本松口経由）

  - 東部方面
    - （50番系統）早坂（長崎女子短大）線、飯香の浦線
    - （55番系統）風頭山線（愛宕町経由）
    - （80番系統）三景台団地線
    - （85番系統）茂木・千々・北浦線

  - その他
    - （系統番号無し）まちなか周遊バス（長崎県交通局との共同運行。循環バス）

- 高速バス（乗り場は4番ホーム）（空港行きリムジンを除き夜行便）
  - 長崎空港行き（ながさき出島道路経由便のみ長崎県交通局と共同運行）ながさき出島道路経由便のみ乗り入れ。 昭和町経由便（長崎県交通局の単独運行であり長崎自動車は担当しない）は浦上駅前バス停からの乗車。
  - 神戸・大阪・京都行き「オランダ号」（近鉄バス運行。かつては長崎自動車も運行に参画していた。）

※夜行高速バスは長崎発便のみターミナル内から乗車となる。なお、長崎自動車が一部担当するサンライト号のほか、長崎自動車が担当しない九州号・りんどう号・ブルーロマン号・長崎 - 佐世保線は通過。

### ターミナル発着外路線
ココウォークが始発または終点でない一般路線バス（長崎自動車・長崎県交通局とも）や北部方面始発でココウォークが終点のバスはターミナル内には入らず、建物正面の歩道上に設置されたココウォーク茂里町バス停で乗降となる。また、ココウォークを経由する高速バスの長崎行きの降車所も同じく歩道上に設置されたバス停となる。道路上のバス停には標柱を設置せず、ガラス張りの屋根付きシェルターを設置して時刻表を掲示している。
- 北部方面（国道マツキヨ前）
  - （1番系統）本川内・琴の尾登口線、満永線、時津北部TM・琴海NT・大串線、石原・樫山・桜の里線（住吉・道の尾経由）
  - （2番系統）三川町・西山台線、恵の丘線、女の都団地線、長与NT線、緑ヶ丘団地線（住吉・昭和町経由）
  - （8番系統）江平線（医学部前経由）
  - （100番系統）大瀬戸・板の浦線、桜の里（板の浦連絡便）線
  - （系統番号なし）虹が丘線（西町経由）
  - （系統番号なし）三川町・西山台線、恵の丘線、長与NT線（純心校前・昭和町経由）
  - （系統番号無し）小江原NT・相川線・下大橋線（ブリックホール経由）

- 南部方面（長崎駅向け-国道沿い）
  - （10番系統）新地中華街・メディカルセンター線（市役所上経由）
  - （16番系統）新地中華街線（めがね橋経由）
  - （17番系統）新地中華街・メディカルセンター線（大波止・出島経由）
  - （20番系統）中央橋線（大波止経由）
  - （26番系統）中央橋（浜町アーケード）線（めがね橋経由）
  - （27番系統）中央橋線（大波止・出島経由）
  - （40番系統）ダイヤランド線
  - （系統番号無し）立神線（銭座町経由）、長崎駅前線

## 周辺施設
- 長崎電気軌道茂里町電停
- JR九州長崎本線浦上駅
- 長崎新聞社
- 長崎ブリックホール
- 長崎文化放送
- 日本赤十字社長崎原爆病院
- 長崎スタジアムシティ